# Carlos Peramo
Carlos Peramo (Sant Feliu de Llobregat, 7 de agosto de 1967) es un escritor catalán, autor de novelas y relatos. El año 2000, el diario El Mundo lo consideró uno de los diez mejores debutantes del panorama literario español por su libro de relatos Vecinos (DVD Ediciones); y en 2008, en La Vanguardia, el crítico literario J.A. Masoliver Ródenas lo situó en la corriente del Nuevo Realismo Urbano, considerándolo uno de los herederos de la narrativa de Juan Marsé.

## Biografía
Carlos Peramo nació en Sant Feliu de Llobregat (Barcelona), en 1967. A los 16 años abandonó los estudios de Formación Profesional y desempeñó diversos trabajos, entre ellos, carpintero, mozo de almacén, operario en una cadena de montaje y camionero, oficio este último que desempeñó hasta los 28 años.
En 1993 gana el Premio Sara Llorens de Narrativa con el relato Astillas. La escritora Mercè Company, uno de los miembros del jurado, alaba su talento como narrador y le ofrece la oportunidad de formarse. Así, aprende los recursos del oficio de escritor en Aula de Lletres, Escola de les Arts Escrites, escuela creada por Mercè Company en 1993, donde también asiste a cursos de literatura, filosofía e historia del arte a cargo de profesores como D. Sam Abrams o Cristòfol A. Trepat. En 1996 se incorpora al claustro y empieza a impartir clases de Técnicas de Novela y Relato.
En el año 2000 publica su primer libro, Vecinos (DVD Ediciones), un libro de relatos que el diario El Mundo elige entre los diez mejores debuts literarios del año en España. Desde El Cultural, Care Santos escribe: «Muy raras veces tenemos la oportunidad de asistir a una exhibición de talento tan arrolladora como la de Carlos Peramo en su debut narrativo». Uno de los relatos incluidos en el libro, Religión, es seleccionado por el profesor de Lengua y Literatura Pedro M. Domene para formar parte del libro Lo que cuentan los cuentos (Grupo Editorial Eón, 200 
breve escrita en España por autores nacidos de 1960 en adelante y que aglutinó relatos de Martín Casariego, Juan Bonilla, Paula Izquierdo, Carlos Castán, Care Santos o Félix J. Palma, entre otros. Ese mismo año publica el relato Acechan las sombras (Círculo de Lectores, 2000) en edición conjunta con la novela Viracocha, de Alberto Vázquez-Figueroa; un proyecto editorial ideado por el autor de Santa Cruz de Tenerife y que contó con la participación de escritores como Álvaro Colomer, Magda Bandera o Salvador Gutiérrez Solís, entre otros. 
En 2007 obtiene el Premio Bruguera de Novela por Me refiero a los Játac (Bruguera, 2007), otorgado por Ana María Matute en calidad de jurado unipersonal. Como se afirma en la contracubierta del libro, «Me refiero a los Játac es un retorno sin concesiones a la infancia y aborda la tragedia de la crueldad infantil sin visos de dramatismo ni afectación, con un estilo sostenido y envolvente que demuestra las excepcionales dotes de un autor destinado al éxito». La novela fue presentada también en la 27.ª Feria Internacional del Libro de Santiago de Chile por Roberto Fuentes y Nona Fernández; seleccionada por el MIDA (Mercado Iberoamericano de Derechos Audiovisuales) como novela potencialmente susceptible de ser adaptada a un proyecto cinematográfico; y traducida al braille. Ese mismo año, Carlos Peramo realiza el pregón de las Fiestas de Primavera de Sant Feliu de Llobregat. 
En 2010 publica Media vuelta de vida (Bruguera), una novela, en palabras de Kiko Amat, «magnífica, tierna y dura, contada con honestidad, autenticidad de emoción e intención, llena de vida y de muerte». El Periódico de Extremadura lo elige Libro de la Semana en febrero de 2010; y la Asociación Apoloybaco, como Libro del Mes, en octubre de ese mismo año. El poeta y crítico literario Jesús Aguado, desde las páginas de El País, lo coloca entre los 10 mejores libros del 2010; y en 2015 es reseñado en las páginas de la RANLE (Revista de la Academia Norteamericana de la Lengua Española) por Cristina Ortiz Ceberio, de la Universidad de Wisconsin-Green Bay, quien destaca que «las novelas de Carlos Peramo suponen una interesante incursión al mundo de la condición masculina o, mejor dicho, sobre aquello que se ha venido en llamar "la crisis de la masculinidad", ya que sus personajes se encuentran envueltos en un mundo de espejos que les remiten modelos de masculinidad inadecuados y que no representan un patrón válido a seguir».
En 2013 se alza con el XXXV Concurso Aller de Cuentos con Sacaron a ahorcar el otro día. Según Alejandro Antolín Guerra, miembro del jurado, el relato «tiene gran verosimilitud y agilidad, su lenguaje es claro, con abundantes metáforas, y además sabe escoger el vocablo más adecuado en el momento oportuno».
Será mejor que os marchéis (Stonberg Editorial, 2021), su último libro publicado, se compone de cinco relatos que abordan temas como la violencia de género, la soledad, los traumas del pasado, el impulso suicida entre los jóvenes o la incomunicación entre padres e hijos, situando los sentimientos y las pasiones humanas en la difusa línea que separa la realidad de la fantasía.

## Obra
- Acechan las sombras (Círculo de Lectores, 2000)
- Vecinos (DVD Ediciones, 2000)
- Me refiero a los Játac (Bruguera, 2007)
- Media vuelta de vida (Bruguera, 2010)
- Será mejor que os marchéis (Stonberg Editorial, 2021)

#### Infantil
- Bubana (Alfaguara, 2005)
- María Tortazos (Anaya, 2007)
- El reino de Hassan Sas (Ediciones B, 2007)
- La bicicleta es mía (Alfaguara, 2008 / Santillana, 2016)
- El mundial de fútbol más raro del mundo (Edebé, 2011)
- Verbo (Bambú, 2020)

#### Juvenil
- Spam (Algar, 2015)

## Premios y reconocimientos
- Premio Sara Llorens de Narrativa (1993), por el relato Astillas.
- Elegido entre los diez mejores debutantes del año 2000 en España, por el libro de relatos Vecinos.
- Premio Bruguera de Novela (2007) por Me refiero a los Játac.
- Premio Aller de Cuentos (2013), por el relato Sacaron a ahorcar el otro día.